# Midda kenegged midda

Midda kenegged midda (hébreu : מידה כנגד מידה litt. « mesure contre mesure ») est un axiome rabbinique apparenté à la loi du talion mais distinct de lui, selon lequel la rétribution divine s’effectue en exacte réciprocité avec l’acte rétribué, en bien comme en mal.
Le Talmud affirme que « toutes les mesures prises par le Saint, béni soit-il, sont prises mesure pour mesure » et le Midrash ajoute qu’il en est ainsi depuis la création du monde. C’est en vertu de ce principe que sont interprétés entre autres le déluge par les eaux, sa durée de quarante jours et nuits, les dix plaies ou la lèpre de Myriam.

## Galerie

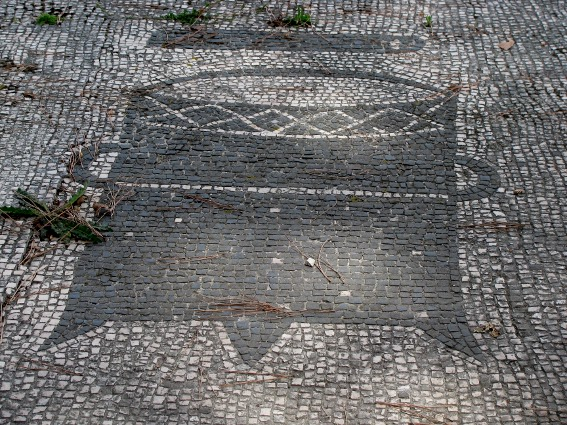
Boisseau à grain surmonté d'un racloir pour égaliser, mosaïque romaine, Ostia Antica.

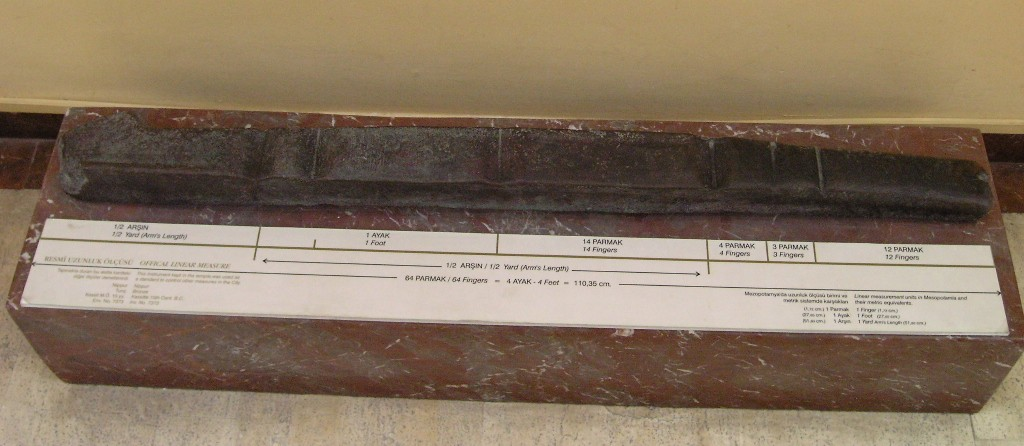
Coudée de Nippour graduée (AEC).